# HD 187085 b
HD 187085 b는 제프리 마시 연구진이 2006년 발견한 외계 행성이다. 이 행성은 어머니 항성 HD 187085를 매우 이심률 큰 궤도를 그리면서 돌고 있다. 제프리 마시는 오스트레일리아 소재 앵글로-오스트레일리안 행성 탐사 계획 중 이 천체를 발견했다.
이들의 자료 해석을 통해 궤도이심률은 0.47인 것으로 밝혀졌다. 다른 연구진은 컴퓨터 통계 프로그램을 이용하여 같은 자료를 해석하여 궤도이심률이 좀 더 작은 0.33이라고 주장했다.

## 같이 보기
- HD 188015 b
- HD 20782 b